# Sluipschutter

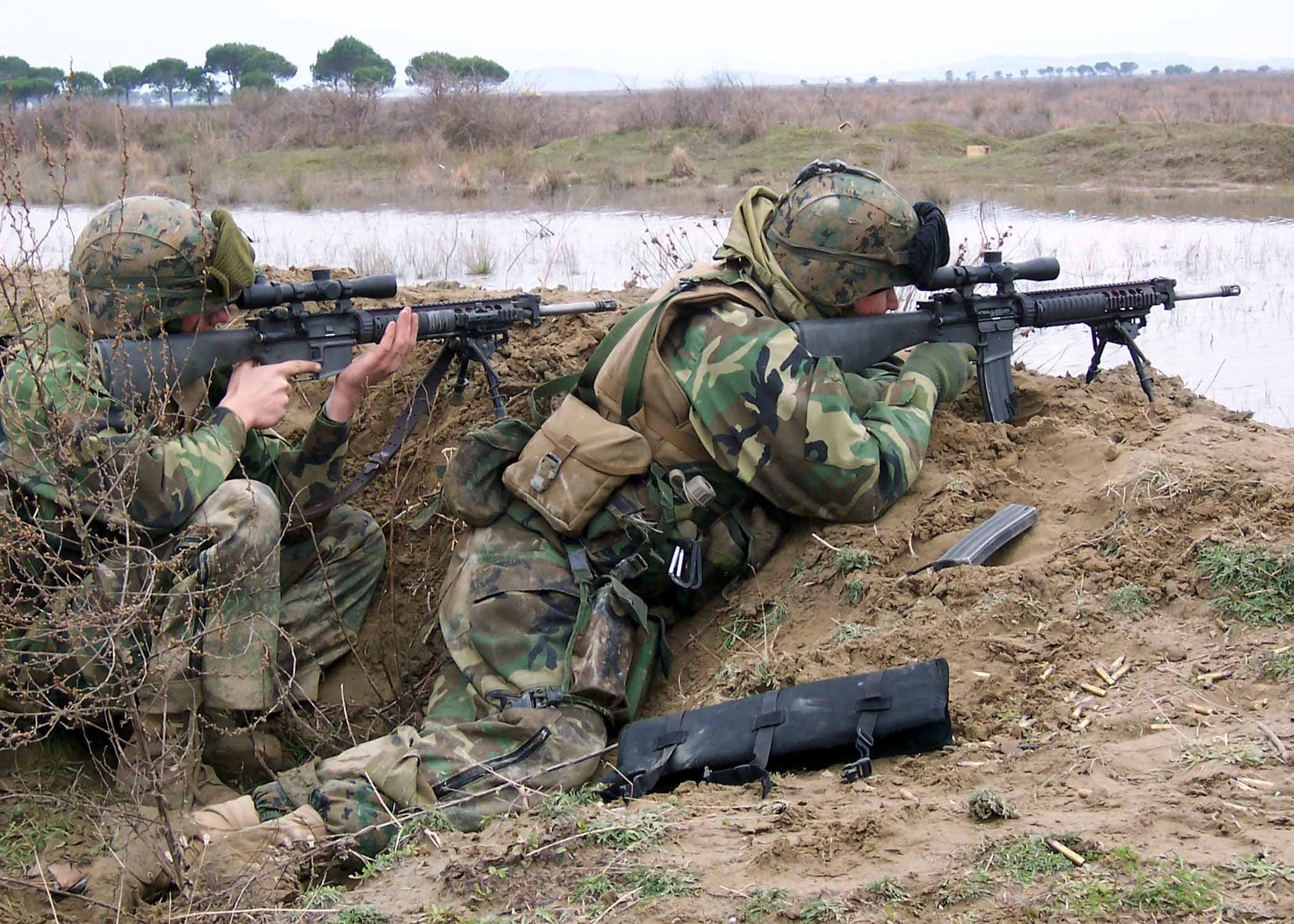
scherpschutter-mariniers

Een sluipschutter is een militair die uitgebreid getraind is voor specifieke eliminatie-, observatie- en verkenningstaken tijdens oorlogstijd.

## Geschiedenis van de sluipschutter
De rol van sluipschutter is ontstaan in de Tweede Boerenoorlog in Zuid-Afrika (1899-1902). Eerder specialiseerden geweerschutters van beide zijden zich tijdens de Amerikaanse Burgeroorlog (1861-1865) in verkennings- en eliminatietechnieken. De Engelse benaming "sniper" stamt uit de tijd dat de Engelsen India bezetten (1840-circa 1947/1950). Als tijdverdrijf joegen zij daar op de snip, een schuwe vogel die moeilijk te zien is. Dit vogeltje heet in het Engels een "snipe". Als men in staat was deze te raken stond men te boek als een goede geweerschutter. Van de "snipe" ontstond "sniping" en vervolgens de term "sniper". 
In de tweede wereldoorlog werden Nederlandse militairen in Engeland opgeleid tot sniper. In de jaren 50 verdween de sniper bij de infanterie en bestond deze alleen nog maar bij het Korps Mariniers, in de jaren 90 heeft het Korps Commandotroepen weer snipers in de organisatie opgenomen en had de Landmacht de SLA (schutter lange afstand). 
Sinds 2017 is er een sniperopleiding bij de IGLW (Instructiegroep lichte wapens) die snipers opleidt voor 11 AMB (Luchtmobiele Brigade), 13 LTBRIG (Lichte Brigade) en 104 JISTARC. 
De "schutter lange afstand", kortweg SLA, bestaat niet meer maar heet Marksman en is ingedeeld bij 43 MECHBRIG  (pantserinfanterie). De Marksman verschilt van de sluipschutter in opleiding, materieel en het operationele optreden.

## De taken van de sluipschutter

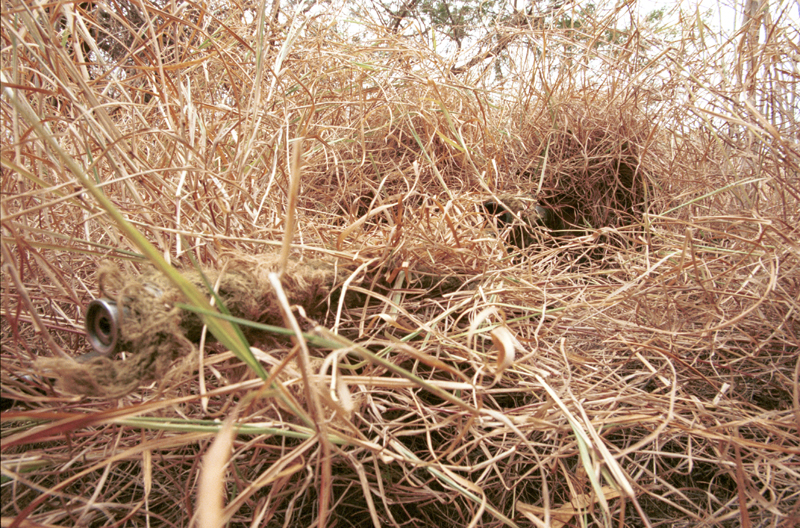
Een gecamoufleerde sluipschutter

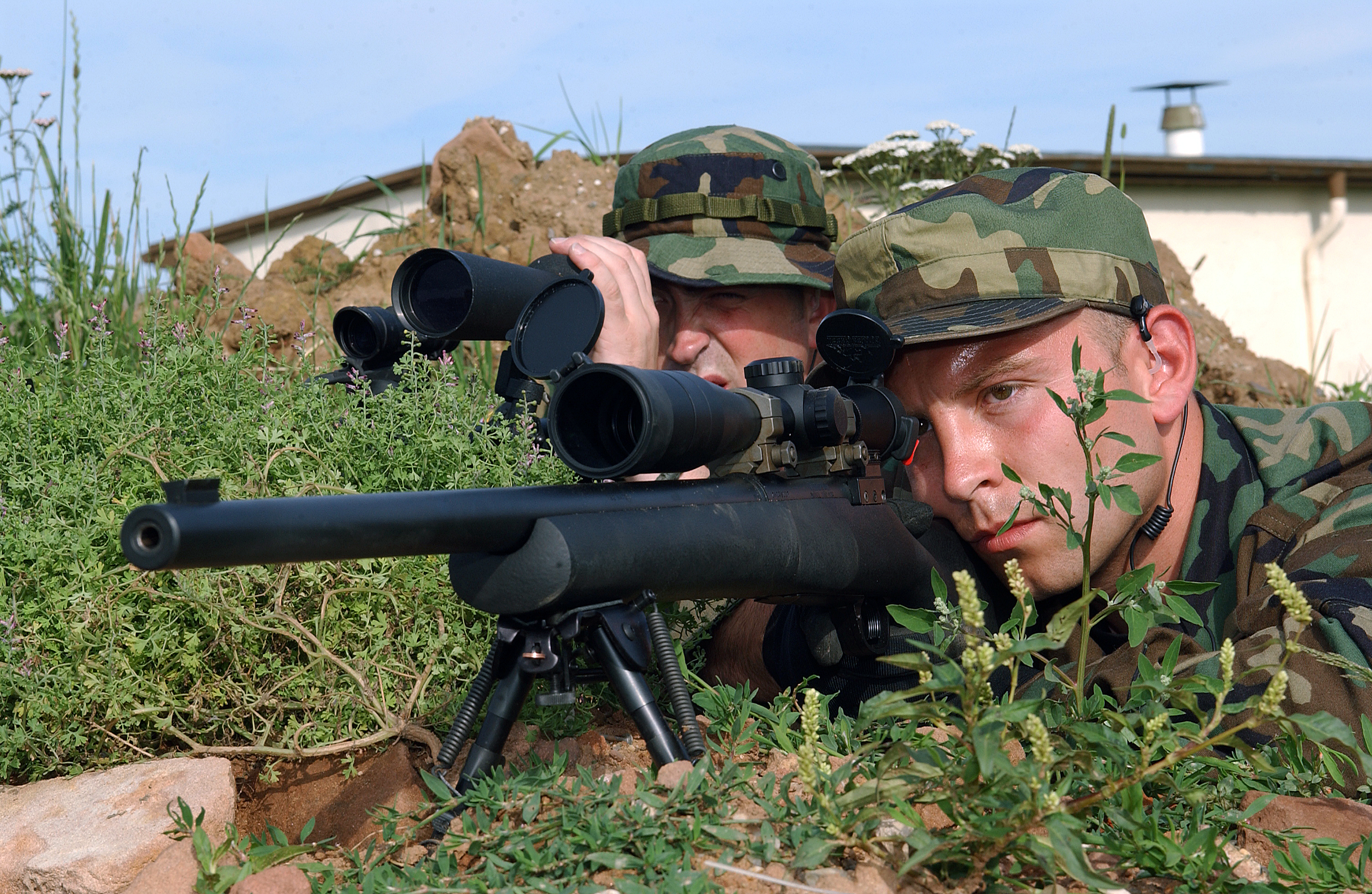
Een scherpschutter samen met een "spotter"

De taken van een sluipschutter tijdens oorlogstijd zijn:
- Het uitschakelen van vijandelijke troepen.
- Het uitschakelen van leidinggevenden. Daardoor ontbreekt het de vijand aan leiding en discipline en ontneemt het de wil om te vechten.
- Het uitschakelen van vijandelijk personeel dat zware wapens bedient of de communicatie verzorgt.
- Het vernielen van vijandelijk materieel, zoals helikopters en straaljagers (als zij aan de grond staan) en communicatieapparatuur. Door met een zwaar kaliber kogel de zwakke delen van een vliegtuig te beschadigen kan de vijand het niet inzetten.
- Het ongezien leiden van artillerievuur en/ of luchtsteun.

Een sluipschutter schiet met een speciaal type geweer, voornamelijk een precisiegeweer. Hij is getraind om met zijn geweer nauwkeurig te schieten over grote afstanden. De sluipschutter kent camouflagetechnieken, hij verbergt zich voor de tegenstander en wacht op zijn kans. Belangrijk daarbij is afwachten en observeren.
Hij is in staat tot verkenning en het begeleiden van een aanval door bijvoorbeeld straaljagers of artillerie. In het United States Marine Corps wordt de functie vaak verkenner-sluipschutter genoemd. Een sluipschutter werkt meestal niet alleen, hij werkt samen met een "spotter" die helpt bij het observeren en afstand schatten. Vaak wordt het geweer gewisseld tussen beide personen tijdens lange observatieopdrachten of operaties. De instellingen van het geweer worden echter maar door een van beide schutters bepaald. De ander leert met deze instellingen schieten. Een sluipschutter is dus meer dan alleen iemand die van grote afstand met een vuurwapen kan doden.

## Het geweer van de sluipschutter
Het geweer van de sluipschutter is vaak speciaal geprepareerd of handgemaakt en zijn vaak van het type "bolt-action" (grendelgeweer). Dit betekent dat het geweer na elk schot doorgeladen moet worden door de grendel naar achter en dan weer naar voren te bewegen, maar hierdoor is het geweer zeer nauwkeurig en kan het over grote afstanden (gemiddeld 400-2000 meter) een doel nog raken. Het geweer is voorzien van een richtkijker. Er wordt met lichte en zware kalibers geschoten, afhankelijk van het type doel. De zwaarste sluipschuttersgeweren schieten een 20x110mm kogel af, primair bedoeld voor het beschadigen van vijandelijk materieel. Een vaker gebruikt kaliber voor dit doelwit is de .50BMG.Een Amerikaanse soldaat in Irak schakelde met een .50 kaliber-geweer een voertuig over meer dan 1,5 kilometer uit. Een schot in het motorblok is daarvoor voldoende. Beroemde merken geweren zijn Remington (US), Accuracy International (UK) en Barrett (US). Sluipschutters van de Nederlandse politie gebruiken vaak een Blaser R93, een Duits grendelgeweer dat ook bij jagers populair is; een Heckler & Koch PSG-1 of een Mauser SR93. In Nederland worden geen sluipschuttersgeweren gemaakt, wel in België (FN) Duitsland, Frankrijk, de Verenigde Staten, Zwitserland en vele andere landen.
De Nederlandse Koninklijke Landmacht, en de Koninklijke Marine beschikt over de Accuracy International AW(s)M, een grendelgeweer in het kaliber .338 (8,59x70). Dit wapen wordt bij de Luchtmobiele Brigade en bepaalde onderdelen van de pantserinfanterie gebruikt. De H&K HK417 is ingevoerd bij het Korps Commando Troepen en het Korps Mariniers, het is een halfautomatisch geweer voor kaliber 7,62x51 NATO munitie.

### Automaten
Halfautomatische sluipschuttersgeweren bestaan, maar deze zijn zeldzaam. Ze zijn, met uitzondering van de SVD (het standaard sluipschuttersgeweer gebruikt door het Russische leger), zeer kostbaar en gaan snel kapot in het veld. De aanwezigheid van veel bewegende delen in halfautomatische geweren beïnvloedt de nauwkeurigheid negatief. Volautomatische sluipschuttergeweren bestaan niet en zouden volkomen nutteloos zijn, aangezien de continue terugslag het richtpunt alle kanten op zou laten zwaaien, en de positie van de sluipschutter veel te makkelijk blootgegeven zou worden.

## Beroemde sluipschutters
- Soldaat Simo Häyhä (1905–2002), een Finse sluipschutter die tijdens de winteroorlog (1939-1940) tussen Finland en de Sovjet-Unie, 705 Russen ombracht, van wie 542  met zijn M28 scherpschuttersgeweer in een tijdsbestek van 100 dagen.[1][2] Häyhä gaf de voorkeur aan zijn normale vizier boven de richtkijker om zo een kleiner doelwit te vormen.
- Gunnery Sergeant Carlos N. Hathcock II. Vocht twee "tours" in de Vietnamoorlog en heeft veel bijgedragen aan de training en ontwikkeling van sluipschutter technieken. Daarnaast was hij recordhouder in het uitschakelen van de vijand over de grootst mogelijke afstand (circa 2300-2400 meter). Markant detail: hij deed dit met een BMG (browning .50 machine gun), voorzien van een richtkijker.
- Vasili Zajtsev en majoor König (ook bekend als Colonel Heinz Thorvald). Bevochten elkaar in de slag om Stalingrad (aug. 1942 - febr. 1943). Hun verhaal is verfilmd in de film "Enemy at the Gates", die echter niet helemaal overeenkomt met de werkelijke gebeurtenissen.
- Ljoedmila Pavlitsjenko, vrouwelijke sluipschutter in het Rode Leger tijdens de Tweede Wereldoorlog, de meest succesvolle vrouwelijke sluipschutter ooit ter wereld. Bezongen door folkzanger Woody Guthrie.
- Korporaal Rob Furlong, een Canadese sluipschutter die tijdens de Operatie Anaconda in Afghanistan een vijand uitschakelde over 2430 meter met een .50 McMillan TAC-50. Hij verbrak daarmee het record van Carlos Hathcock. Eerder wilde de Canadese regering zijn naam niet bekendmaken, waardoor hij de "bronze star" (een Amerikaanse onderscheiding die hem was aangeboden voor het redden van Amerikaanse soldaten) niet in ontvangst kon nemen.
- Corporal of Horse Craig Harrison, een Britse sluipschutter die ten zuiden van Musa Qala, Helmand, Afghanistan, twee Taliban machinegeweerschutters uitschakelde over een afstand van 2475 meter met een Accuracy International AW(S)M .338 Lapua (L115A1). Hiermee verbrak hij het vorige record van 2430 meter, geschoten door Rob Furlong.

Er zijn in de geschiedenis geen Nederlandse sluipschutters bij naam bekend. Er wordt soms ten onrechte aangenomen dat een Nederlandse sluipschutter verantwoordelijk zou zijn geweest voor het neerschieten van generaal Kurt Student tijdens de Duitse inval in Nederland aan het begin van de Tweede Wereldoorlog. Student werd echter door een eigen soldaat in het hoofd getroffen en raakte zwaargewond.

## Slechte naam
De sluipschutter heeft een slechte naam. Dit komt doordat hij op slinkse wijze zijn dodelijke werk doet. Hij roept daardoor angst en afschuw op bij de tegenstander. Zijn wapen is dus niet alleen zijn geweer, maar ook terreur door angst. Daardoor kan de inzet van sluipschutters onder bepaalde omstandigheden een gevecht een wending geven die leidt tot maximaal resultaat met beperkte inzet van middelen.
In de Bosnische Oorlog waren sluipschutters onder andere de zaaiers van terreur tegen burgers. Door dit niet-militaire gebruik van sluipschutters is het slechte imago nog vergroot.